# Juan Barcelón y Abellán

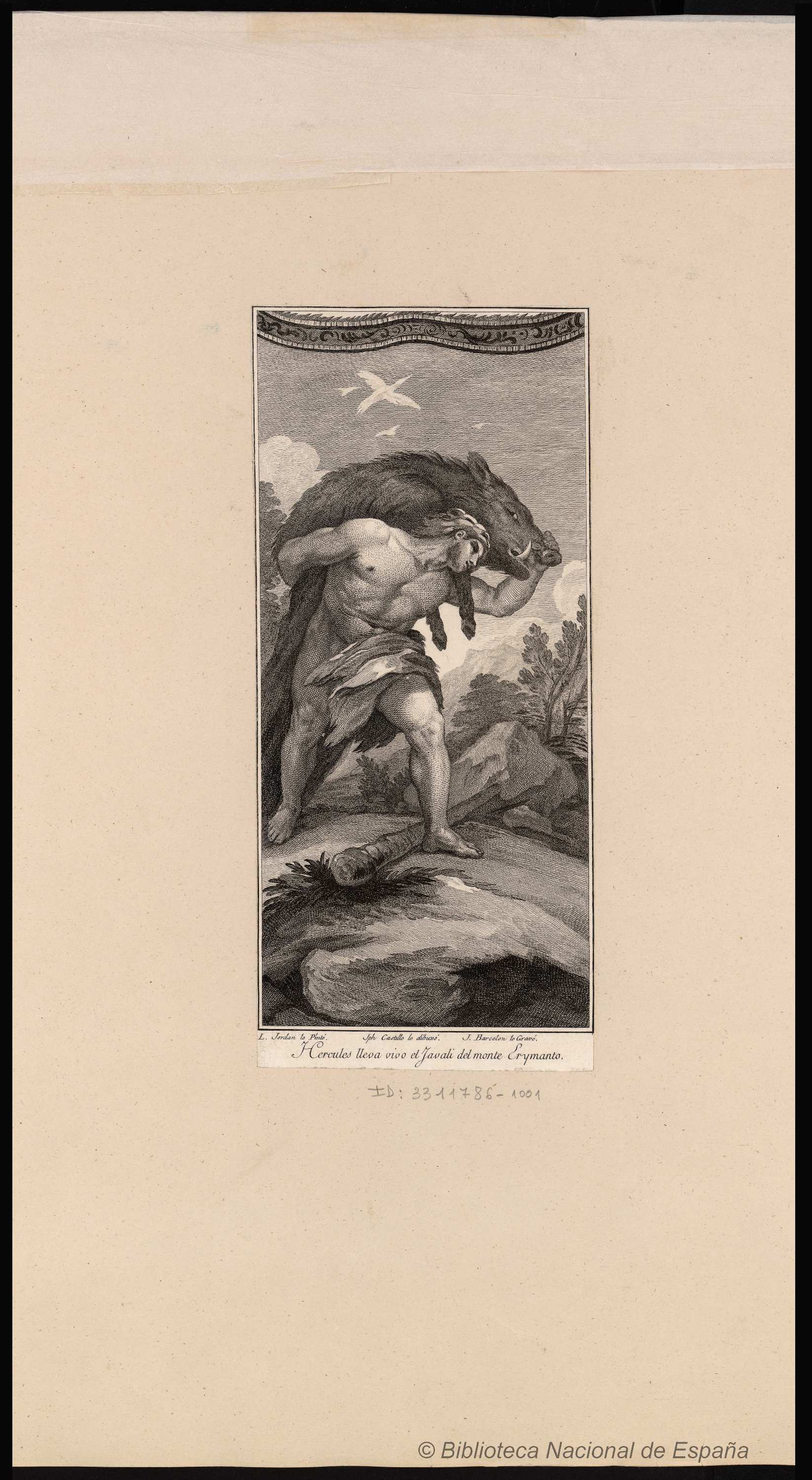
Hércules lleva vivo el Javalí del monte Erymanto, L. Jordán lo Pintó; Jph Castillo lo dibuxó; J. Barcelon lo Gravó. Aguafuerte y buril estampado en la Calcografía Nacional para los Trabajos de Hércules de la serie de Pinturas del Casón del Buen Retiro formada por las reproducciones de los frescos de Luca Giordano. Madrid, Biblioteca Nacional de España.

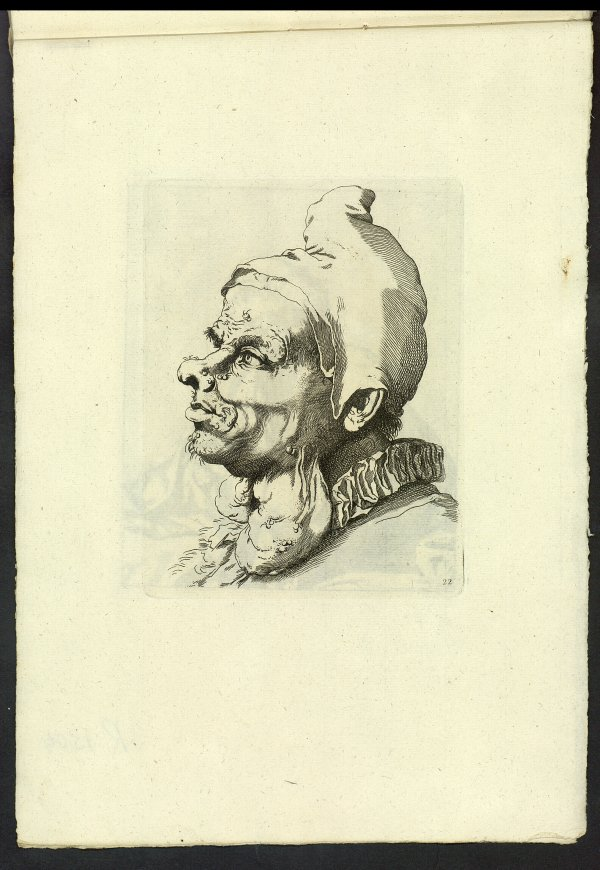
Cartilla para aprender a dibuxar, sacada por las Obras de Jospeh de Rivera, llamado (bulgarm.^{te}) el Españoleto, Madrid, Imprenta Real. Ejemplar de la Universitat de Barcelona, fons de reserva sign 07 CF-3.

Juan Barcelón y Abellán (Lorca, 1739-Madrid, 1801) fue un grabador en talla dulce español.

## Biografía
Hijo de Antonio Barcelón, fundidor de latón, y de María Abellán, fue bautizado en la parroquia  de Santiago de Lorca con los nombres de Juan José Ramón Paulino. Enviado a Murcia a estudiar humanidades con un pariente, se inclinó al estudio del dibujo en el taller de Francisco Salzillo. En 1759 ingresó como alumno de pintura en la Real Academia de Bellas Artes de San Fernando en Madrid. En ella tuvo como profesor a Juan Bernabé Palomino que lo orientó al grabado en talla dulce y en 1762 obtuvo una plaza de pensionado por cuatro años para proseguir sus estudios en esta técnica. En 1763 recibió el primer premio de grabado otorgado por la Academia por su dibujo preparatorio y grabado del vaciado del Gladiador conservado en la misma Academia, y pasó a ser auxiliar de su maestro. Finalmente, en 1777 fue recibido como académico de mérito. Falleció en Madrid en octubre de 1801.

## Obra
Entre 1779 y 1785 grabó, por encargo del Estado, a instancias de Antonio Ponz, junto con Nicolás Barsanti y a partir de los bocetos de José del Castillo, las alegorías de los continentes y la serie de los Trabajos de Hércules según las pinturas al fresco de Luca Giordano en la bóveda del Casón del Buen Retiro, bajo la cornisa, frescos actualmente desaparecidos. Se trataba del primer ensayo que se hacía en España de reproducir y difundir por medio de la estampa las obras pictóricas de la colección real y su relativo éxito facilitó la creación, en 1789, de la Compañía para el grabado de los cuadros de los Reales Palacios, de iniciativa privada aunque amparada por la corona, para la que abrió por dibujo propio las láminas de reproducción de la Sagrada Familia de Giulio Romano y el Retrato de Maddalena Venturi degli Abruzzi con su marido e hijo de José de Ribera. Con otros grabadores participó con sus estampas en algunos de los más importantes proyectos emprendidos por las academias a impulsos del pensamiento ilustrado, como el Quijote de Ibarra (1780), auspiciado por la Real Academia Española, las Antigüedades árabes de España (1787), la serie de los Retratos de los españoles ilustres (Imprenta Real, 1791-1796), el Viaje a Constantinopla, en el año de 1784 de José Moreno (Imprenta Real, 1790) o las Nuevas indagaciones acerca de las fracturas de la rótula y de las enfermedades que con ella tienen relación, principalmente con la transversal, del médico catalán Leonardo Galli (Imprenta Real, 1795).
A partir de la segunda edición de París de 1650 de la obra estampada y dibujada de José de Ribera grabada al aguafuerte por Louis Ferdinand Elle compuso con sus propios grabados una cartilla para el estudio del dibujo publicada en 1772 por la Real Calcografía de la Imprenta Real con el título Cartilla para aprender a dibuxar, sacada por las Obras de Jospeh de Rivera, llamado (bulgarm.te) el Españoleto . Suyos son también los grabados que ilustran el Tratado de la pintura; por Leonardo de Vinci y los tres libros que sobre el mismo arte escribió León Bautista Alberti; traducidos e ilustrados con algunas notas por Don Diego Antonio Rejón de Silva  (Imprenta Real, 1784).
Junto a la ilustración de libros que constituyen el grueso de su producción, algunas estampas sueltas de devoción se localizan al comienzo de su carrera, como la estampa al aguafuerte y buril de la Trinidad estampada en 1772 por encargo de fray Gaspar de Rojas y con dedicatoria al obispo de Segorbe, fray Alonso Cano.